# Kévin Olimpa
Kévin Jacques Olimpa (* 10. März 1988 in Paris) ist ein französischer ehemaliger Fußballtorhüter, welcher auch für die Nationalmannschaft von Martinique spielte.

## Karriere
Zur Saison 2005/06 wechselte er in die zweite Mannschaft von Girondins Bordeaux und zur Saison 2007/08 stieg er in die erste Mannschaft von Girondins Bordeaux auf. Sein Debüt gab er in der Ligue 1 in der Saison 2008/09 am 8. November 2008 beim Spiel gegen AJ Auxerre. Beim 2:0-Sieg ersetzte er in der 43. Minute den Stammkeeper Mathieu Valverde. In der Saison 2009/10 wurde er in die Ligue 2 zu SCO Angers ausgeliehen, wo er in 20 Ligaspielen eingesetzt wurde. Zur Saison 2014/15 verließ er Frankreich und wechselte zu AO Platanias in die Super League. Am 14. November 2016 verließ er den Verein und ist seitdem vereinslos.
Er wurde von der Nationalmannschaft von Martinique für den Caribbean Cup 2012 normiert und debütierte beim 1:0-Sieg über Kuba. Zudem wurde er für den Gold Cup 2013 nominiert und wurde in allen Gruppenspielen eingesetzt. Trotz seiner Vereinslosigkeit wurde er sowohl für den Caribbean Cup 2017, wo er beim Halbfinale und beim Spiel um Platz 3 im Tor stand, als auch für den Gold Cup 2017 nominiert.